# Babush i Muhaxherëve
Babush i Muhaxherëve en albanais et Muhadžer Babuš en serbe latin (en serbe cyrillique : Мухаџер Бабуш) est une localité du Kosovo située dans la commune/municipalité de Lipjan/Lipljan, district de Pristina (Kosovo) ou district de Kosovo (Serbie). Selon le recensement kosovar de 2011, elle compte 1 206 habitants.

## Démographie

### Évolution historique de la population dans la localité
| 1948 | 1953 | 1961 | 1971 | 1981 | 1991  | 2011  |
| ---- | ---- | ---- | ---- | ---- | ----- | ----- |
| 767  | 635  | 715  | 815  | 968  | 1 100 | 1 206 |

|  |

### Répartition de la population par nationalités (2011)
En 2011, les Albanais représentaient 99,83 % de la population.